# 2,5-Dimethylisosorbid
2,5-Dimethylisosorbid ist ein Ether des bicyclischen Diols Isosorbid, das als biobasierte Plattformchemikalie aus nachwachsenden Rohstoffen großes Interesse findet.
Dimethylisosorbid eignet sich als wenig toxisches Lösungsmittel für pharmakologisch aktive Wirkstoffe, deren Eindringen in die Haut es fördert.

## Vorkommen und Darstellung
2,5-Dimethylisosorbid wird z. B. durch Williamson-Ethersynthese aus Isosorbid in Wasser bei gleichzeitiger Zugabe von Dimethylsulfat und 30%iger Natronlauge in 77%iger Ausbeute erhalten.
Wasser bzw. verdünnte Natronlauge sind wegen der hohen Hydrolyseneigung des Dimethylsulfats im Alkalischen als Reaktionsmedium eher weniger geeignet.
In Aceton als Lösungsmittel wird DMI unter ähnlichen Prozessbedingungen nach Vakuumdestillation in 82,6 % Ausbeute erhalten.
Die konventionelle Williamson-Synthese liefert mit einer Reihe von Alkylierungsmitteln, wie Dimethylsulfat, Methyliodid oder p-Toluolsulfonsäuremethylester in tert-Butanol als Lösungsmittel Dimethylisosorbid in 91 bis 93%iger Ausbeute.
In jüngerer Zeit wurden Synthesen für 2,5-Dimethylisosorbid publiziert, die den bio-basierten Dimethylether unter Vermeidung carcinogener Alkylierungsmittel mit weniger problematischen Methylgruppendonoren erzeugen.
Insbesondere Dimethylcarbonat DMC wird als „grünes“ Alkylierungsmittel intensiver untersucht, wobei auch eine Eintopfreaktion, ausgehend von D-Sorbit, beschrieben wird.
Die DMI-Synthese unter Verwendung von Dimethylcarbonat als Kondensations- und Methylierungsmittel benötigt sehr lange Reaktionszeiten (10 bis 72 h), hohe Temperaturen (90 bis 200 °C) und hohe Drücke (20 bis 85 bar) in Laboransätzen (meist 10 millimolar). Isolierung durch Vakuumdestillation und Reinigung über Säulenchromatographie liefert meist relativ niedrige kalkulierte Ausbeuten an DMI (z. B. 69 %), womit die Anforderungen an einen wirtschaftlich rentablen industriellen Prozess noch nicht erfüllt werden können.

## Eigenschaften
2,5-Dimethylisosorbid ist eine klare, farblose Flüssigkeit mit schwachem Geruch, die sich mit Wasser und vielen organischen Lösungsmitteln mischt. Wegen seiner günstigen Eigenschaften (z. B. geringe Augen- und Hautreizung und sehr niedrige Toxizität) wurde DMI als bio-basierter Ether und Ersatz für problematische Lösungsmittel, wie z. B. Ethylenglykoldimethylether Glyme oder Tetrahydrofuran THF untersucht und klassifiziert. Der Ether DMI ist nicht toxisch gegenüber Wasserorganismen, aber trotz seiner „grünen“ Herkunft nicht bioabbaubar. Nachteilig ist vor allem sein hoher Siedepunkt, der die vollständige Abtrennung des DMI erschwert.

## Anwendungen
2,5-Dimethylisosorbid hat sich als brauchbares Lösungsmittel für Palladium-katalysierte Kreuzkupplungsreaktionen, wie z. B. die Sonogashira-Kupplung, die Heck-Reaktion und die Suzuki-Kupplung erwiesen.
So wird bei der Reaktion von Brombenzol mit Acrylsäuremethylester in DMI in Gegenwart von Triethylamin und dem Katalysator Bis(triphenylphosphin)palladiumchlorid Zimtsäuremethylester in 98%iger Ausbeute erhalten.
Neben technischen Anwendungen, wie z. B. als Kraftstoffadditiv, als Elektrolytkomponente in Lithiumbatterien oder Lösemittel in der Halbleiterfertigung eignet sich DMI als Formulierungs- und Stabilitätsverbesserer in kosmetischen und pharmazeutischen dermalen Zubereitungen. Als Penetrationsverstärker (ähnlich Dimethylsulfoxid DMSO) bewirkt DMI den beschleunigten und erhöhten Transport von gelösten Wirkstoffen, z. B. des Selbstbräuners Dihydroxyaceton DHA oder des gegen Akne eingesetzten Wirkstoffs Benzoylperoxid, in und durch die Epidermis- und Dermis-Schicht der Haut. Auch in Pflanzenschutzformulierungen erhöht Dimethylisosorbid das Eindringen der Wirkstoffe in die Wachsschicht (Cuticula) von Blättern.
2,5-Dimethylisosorbid ist u. a. als Super Refined® Arlasolve® DMI der Firma Croda International, Dottisol® der Dottikon ES Holding und Salibide® DMI der Salicylates & Chemicals Pvt. Ltd. im Handel.